# ФК Шумадија Азања
ФК Шумадија Азања је cрпcки фудбалски клуб из Азање, општина Смедеревска Паланка. Тренутно се такмичи у Подунавској окружној лиги, петом такмичарском нивоу српског фудбала.

## Историја
Клуб је 1932. године основао Милош Ђуричић Пула, који је у Азањи и оснивач Гимнастичког друштва СОКО из које се издваја група заинтересована за игру са лоптом.
У почетку се фудбал играо у дворишту цркве, а у наредним годинама често мењао локације. До 1950. године утакмице су игране у дворишту основне школе Радомир Лазић када долази до изградње новог стадиона Зелено игралиште, на којем клуб и данас одиграва утакмице.

### Фудбалери прве генерације
По оснивању саставља се и прва екипа фудбалера коју су чинили:
Живко Богдановић Шпенгер, Брана Вулићевић, Милосав Богдановић, Жика Ђурђевић Маџар, Андрија Костић Коцош, Божидар Маринковић Паљаш, Тика Мијатовић, Живко Милојковић, Љубомир Милошевић, Миодраг Новаковић, Чедомир Милошевић, Бранимир Пајић Трунда, Милутин Прћа Радивојевић, Драгутин Брица Радомировић, Стефан Филиповић, Марјан Талијан, Драган Станојевић, Богдан Станојевић као и сам оснивач Милош Ђуричић Пула.

## Састав тима у сезони 2014/15.
| 1  | Србија                                           | Г | Никола Стојковић   |  |  |  |  |  |
| 12 | Србија                                           | Г | Срђан Несторовић   |  |  |  |  |  |
| 22 | Социјалистичка Федеративна Република Југославија | Г | Бојан Никосавић    |  |  |  |  |  |
| 26 | Русија                                           | Г | Никола Стевановић  |  |  |  |  |  |
|    |                                                  |   |                    |  |  |  |  |  |
| 2  | Србија                                           | О | Ненад Никосавић    |  |  |  |  |  |
| 3  | Србија                                           | О | Слободан Пантелеић |  |  |  |  |  |
| 4  | Србија                                           | О | Игор Гиле Талијан  |  |  |  |  |  |
| 13 | Србија                                           | О | Филип Јањић        |  |  |  |  |  |
| 14 | Србија                                           | О | Марко Ђорђевић     |  |  |  |  |  |
| 15 | Србија                                           | О | Марјан Јелић       |  |  |  |  |  |
| 28 | Србија                                           | О | Иван Љубисављевић  |  |  |  |  |  |
| 31 | Србија                                           | О | Слађан Вићовац     |  |  |  |  |  |
| 33 | Србија                                           | О | Марко Живковић     |  |  |  |  |  |
| 34 | Колумбија                                        | О | Милош Јакшић       |  |  |  |  |  |
|    |                                                  |   |                    |  |  |  |  |  |
| 5  | Србија и Црна Гора                               | С | Милош Батинић      |  |  |  |  |  |
| 6  | Србија                                           | С | Жељко Јелић        |  |  |  |  |  |
| 7  | Србија                                           | С | Мирослав Јањић     |  |  |  |  |  |

| 8  | Србија          | С | Душан Мајсторовић       |  |  |  |  |  |
| 9  | Србија          | С | Небојша Несторовић      |  |  |  |  |  |
| 16 | Србија          | С | Лазар Ивковић           |  |  |  |  |  |
| 17 | Србија          | С | Ђорђе Радивојевић       |  |  |  |  |  |
| 18 | Совјетски Савез | С | Милош Манце Ћосић       |  |  |  |  |  |
| 19 | Србија          | С | Бобан Ресавац           |  |  |  |  |  |
| 23 | Србија          | С | Дарио Јањић             |  |  |  |  |  |
| 32 | Зимбабве        | С | Далибор Живанић         |  |  |  |  |  |
|    |                 |   |                         |  |  |  |  |  |
| 10 | Португалија     | Н | Владимир Димитријевић   |  |  |  |  |  |
| 11 | Србија          | Н | Стефан Буца Радивојевић |  |  |  |  |  |
| 20 | Јапан           | Н | Марко Лазић             |  |  |  |  |  |
| 21 | Етиопија        | Н | Александар Милановић    |  |  |  |  |  |
| 24 | Србија          | Н | Иван Ћосић              |  |  |  |  |  |
| 25 | Србија          | Н | Милош Митровић          |  |  |  |  |  |
| 27 | Гана            | Н | Давид Н'намди Ејеагба   |  |  |  |  |  |
| 29 | Бахаме          | Н | Давор Јелић             |  |  |  |  |  |
| 30 | Србија          | Н | Јован Поповић           |  |  |  |  |  |

## Новији резултати
| Сезона   | Ранг | Лига                     | Позиција | ИГ | Д  | Н | П  | ГД | ГП | ГР  | Бод | Куп                          |
| -------- | ---- | ------------------------ | -------- | -- | -- | - | -- | -- | -- | --- | --- | ---------------------------- |
| 2009/10. | 5    | Подунавска окружна лига  | 15.      | 30 | 10 | 3 | 17 | 46 | 52 | -6  | 33  | Четвртфинале општинског купа |
| 2010/11. | 6    | Јасеничка општинска лига | 2.       | 22 | 16 | 2 | 4  | 70 | 30 | +40 | 50  | Полуфинале општинског купа   |
| 2011/12. | 6    | Јасеничка општинска лига | 2.       | 20 | 17 | 2 | 1  | 64 | 16 | +48 | 53  | Полуфинале општинског купа   |
| 2012/13. | 5    | Подунавска окружна лига  | 12.      | 30 | 10 | 8 | 12 | 42 | 54 | -12 | 38  | Полуфинале општинског купа   |

## Легенде клуба
| - Милисав Богдановић - Живомир Вуловић - Радослав Доса Грујић - Драгоје Јовановић - Дејан Талијан |  | - Радосав Расе Карић - Велибор Либа Љубисављевић - Миомир Новаковић - Мирослав Мира Радовановић |  | - Петар Стаменковић Врачарић - Микица Стојковић - Ненад Матејић - Саша Динић |  |

## Млађе категорије
У клубу се успешно ради и са млађим категоријама. У такмичарском погону су омладинска селекција и селекција пионира. Али у склопу клуба ради и школа фудбала за млађе од 11 година која броји више од 50 будућих фудбалера.
пионори ФК Шумадије:
Стефан Стевановић,
Душан Павлићевић,
Горан Живковић,
Младен Анђелковић,
Дамир Ђуричић,
Лука Рацковић
Милош Ђорђевић,
Стефан Павић,
Марко Тошић,
Огњен Арсенијевић,
Марко Ранковић,
Александар Даниловић,
Нинко Павић,
Милорад Ђуричић,
Никола Стојадиновић,
Младен Палић,
Игњат Батинић,
Далибор Ђуричић,
Давид Батинић,
Никола Јовичић
| Бр. |        | Позиција | Играч               |
| --- | ------ | -------- | ------------------- |
| 1   | Србија | Г        | Никола Јовичић      |
| 2   | Србија | О        | Младен Анђелковић   |
| 3   | Србија | О        | Горан Живковић      |
| 4   | Србија | О        | Дамир Ђуричи        |
| 5   | Србија | С        | Лука Рацковић       |
| 6   | Србија | С        | Давид Батинић       |
| 7   | Србија | С        | Игњат Батинић       |
| 8   | Србија | С        | Никола Стојадиновић |
| 9   | Србија | С        | Марко Тошић         |
| 10  | Србија | Н        | Стефан Павић        |
| 11  | Србија | Н        | Огњен Арсенијевић   |
| 12  | Србија | Г        | Душан Павлићевић    |

| Бр. |        | Позиција | Играч               |
| --- | ------ | -------- | ------------------- |
| 1   | Србија | Г        | Никола Јовичић      |
| 2   | Србија | О        | Младен Анђелковић   |
| 3   | Србија | О        | Горан Живковић      |
| 4   | Србија | О        | Дамир Ђуричи        |
| 5   | Србија | С        | Лука Рацковић       |
| 6   | Србија | С        | Давид Батинић       |
| 7   | Србија | С        | Игњат Батинић       |
| 8   | Србија | С        | Никола Стојадиновић |
| 9   | Србија | С        | Марко Тошић         |
| 10  | Србија | Н        | Стефан Павић        |
| 11  | Србија | Н        | Огњен Арсенијевић   |
| 12  | Србија | Г        | Душан Павлићевић    |

| Бр. |        | Позиција | Играч               |
| --- | ------ | -------- | ------------------- |
| 1   | Србија | Г        | Никола Јовичић      |
| 2   | Србија | О        | Младен Анђелковић   |
| 3   | Србија | О        | Горан Живковић      |
| 4   | Србија | О        | Дамир Ђуричи        |
| 5   | Србија | С        | Лука Рацковић       |
| 6   | Србија | С        | Давид Батинић       |
| 7   | Србија | С        | Игњат Батинић       |
| 8   | Србија | С        | Никола Стојадиновић |
| 9   | Србија | С        | Марко Тошић         |
| 10  | Србија | Н        | Стефан Павић        |
| 11  | Србија | Н        | Огњен Арсенијевић   |
| 12  | Србија | Г        | Душан Павлићевић    |

| Бр. |        | Позиција | Играч               |
| --- | ------ | -------- | ------------------- |
| 1   | Србија | Г        | Никола Јовичић      |
| 2   | Србија | О        | Младен Анђелковић   |
| 3   | Србија | О        | Горан Живковић      |
| 4   | Србија | О        | Дамир Ђуричи        |
| 5   | Србија | С        | Лука Рацковић       |
| 6   | Србија | С        | Давид Батинић       |
| 7   | Србија | С        | Игњат Батинић       |
| 8   | Србија | С        | Никола Стојадиновић |
| 9   | Србија | С        | Марко Тошић         |
| 10  | Србија | Н        | Стефан Павић        |
| 11  | Србија | Н        | Огњен Арсенијевић   |
| 12  | Србија | Г        | Душан Павлићевић    |